# 高野神社 (津山市高野本郷)

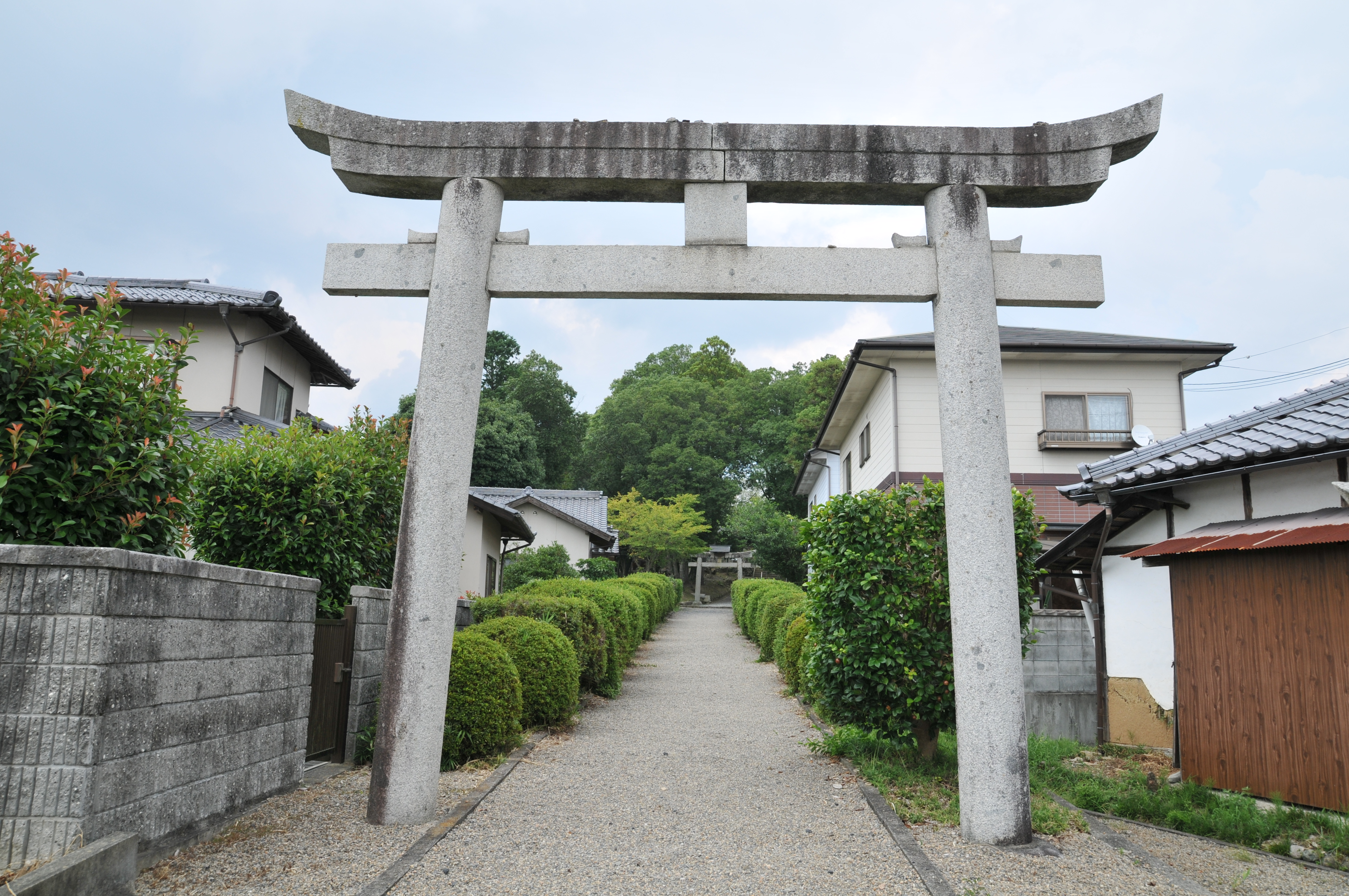
一の鳥居

高野神社（たかのじんじゃ）は、岡山県津山市高野本郷にある神社。式内社論社、旧社格は郷社。

## 祭神
祭神は以下の3柱。これら神々により当地が開墾され繁栄がもたらされたといい、総称して「高野造祖大神」と呼ばれている。
主祭神
- 鵜葺草葺不合命 （うがやふきあえずのみこと）

相殿神
- 応神天皇
- 神功皇后

古くは、祭神は鵜葺草葺不合命1柱であったという。鎌倉時代以降、八幡神の応神天皇・神功皇后が加えられた。

## 歴史

### 概史
創建年代は不詳。平安時代前期の貞観6年（864年）に従五位に叙せられたと、初めて文献に登場する。貞観17年（875年）には正五位下に昇進している。
『延喜式神名帳』には「美作国苫東郡 高野神社」の記載があり、当社はその論社とされている。もう一社の論社には高野神社（津山市二宮）があり、そちらは美作国二宮となっている。二宮の高野神社は美作三大社の一社とされる古社であるが苫西郡に鎮座しているため、苫東郡に鎮座する当社との間で比定を巡り議論がなされてきたが、結論には至っていない。
鎌倉時代以降、武家の台頭により八幡神の神格が加わり、明治に入るまでの間は「八幡宮」と称されていた。永禄年間（1558年-1570年）には尼子晴久により再興されたという。
明治維新後、現在の「高野神社」に改称し、近代社格制度においては郷社に列した。

### 神階
「美作国高野神」に対する奉叙の記録。ただし、当社とするか二宮の高野神社とするかには検討を要する。
- 貞観6年（864年）8月15日、従五位上 （『日本三代実録』）
- 貞観17年（875年）3月29日、正五位下 （『日本三代実録』）

## 境内

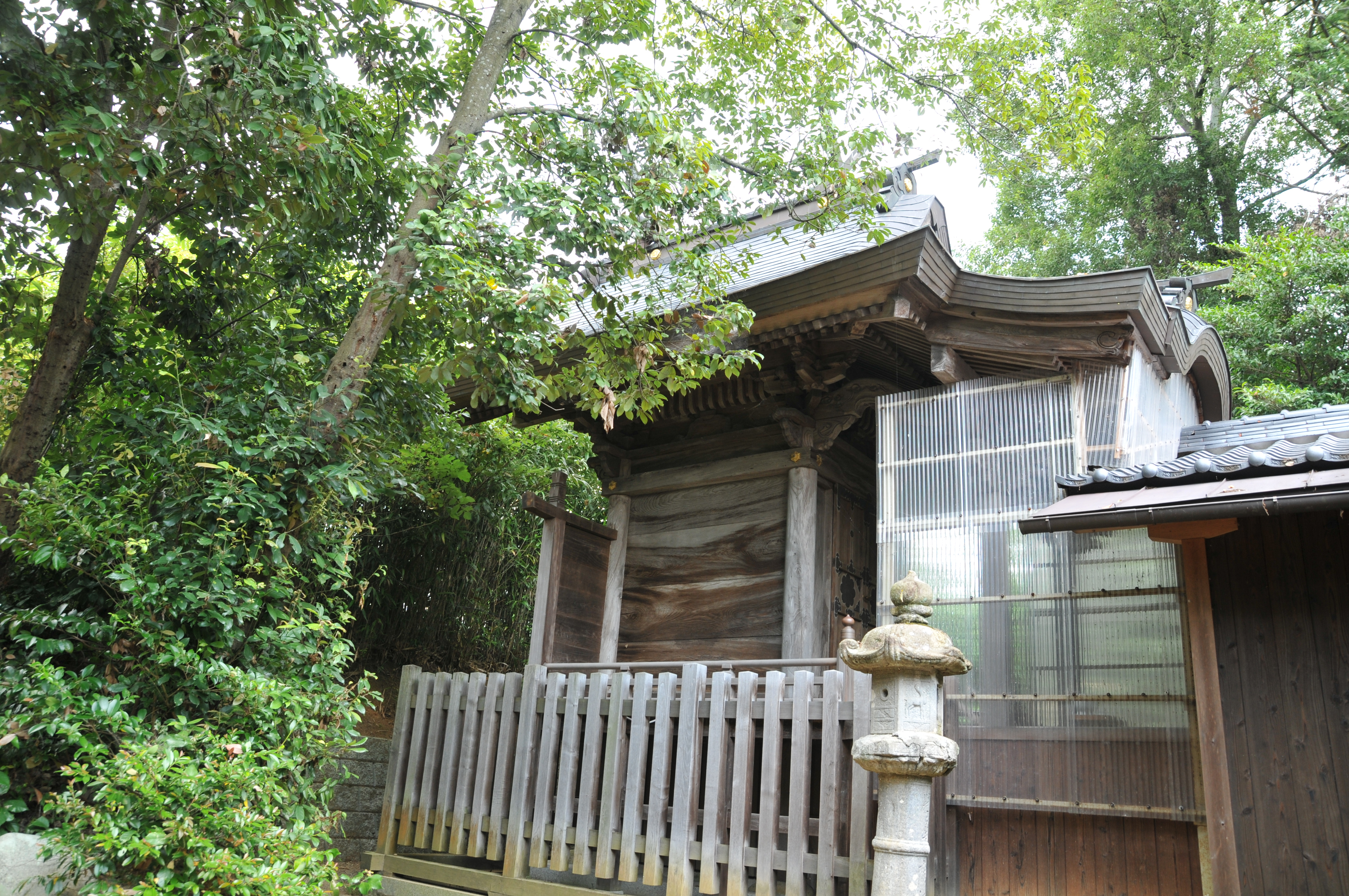
本殿 江戸時代後期、文化9年（1812年）に当地方独自の中山造で造営されたもの。
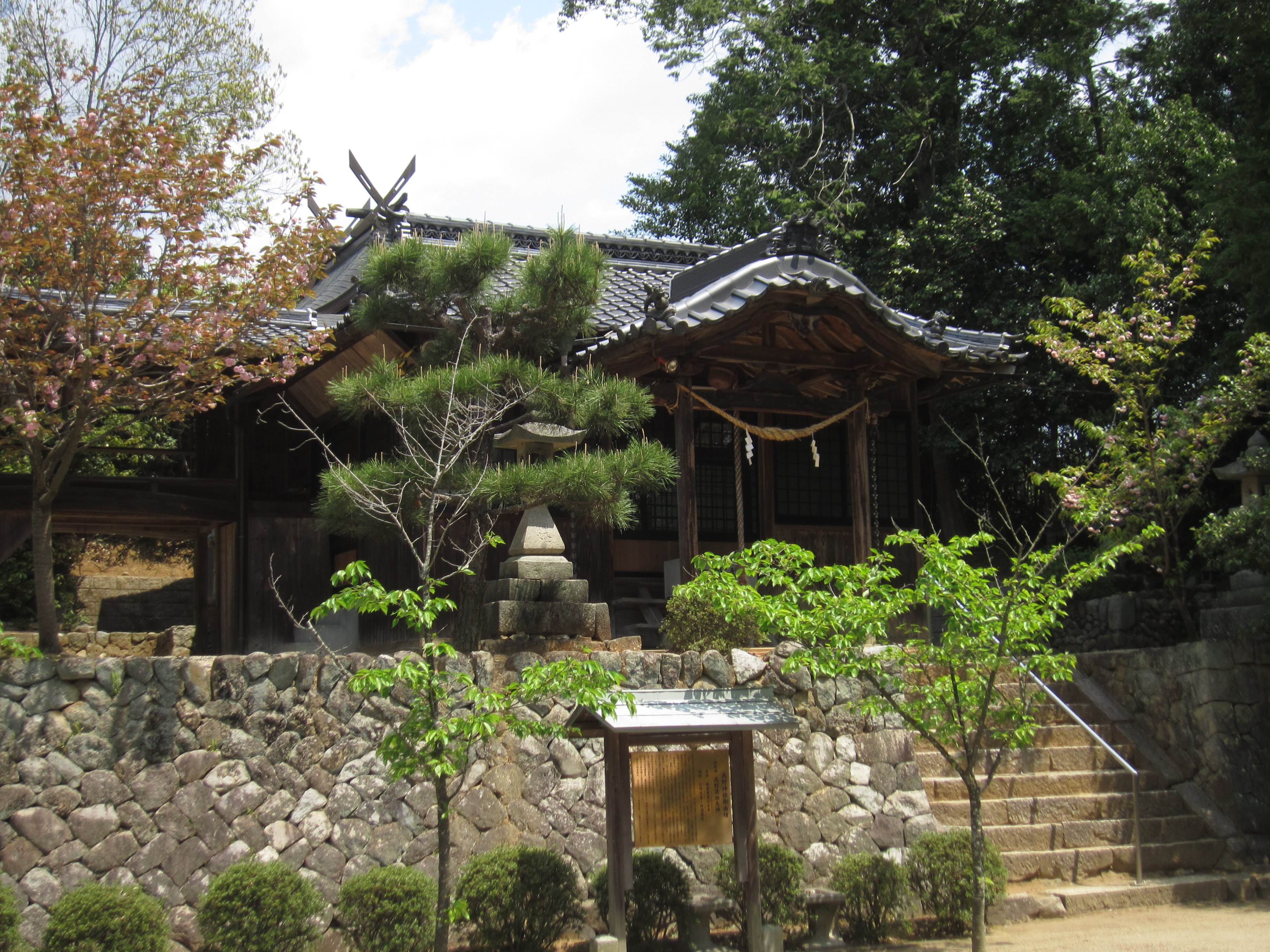
拝殿
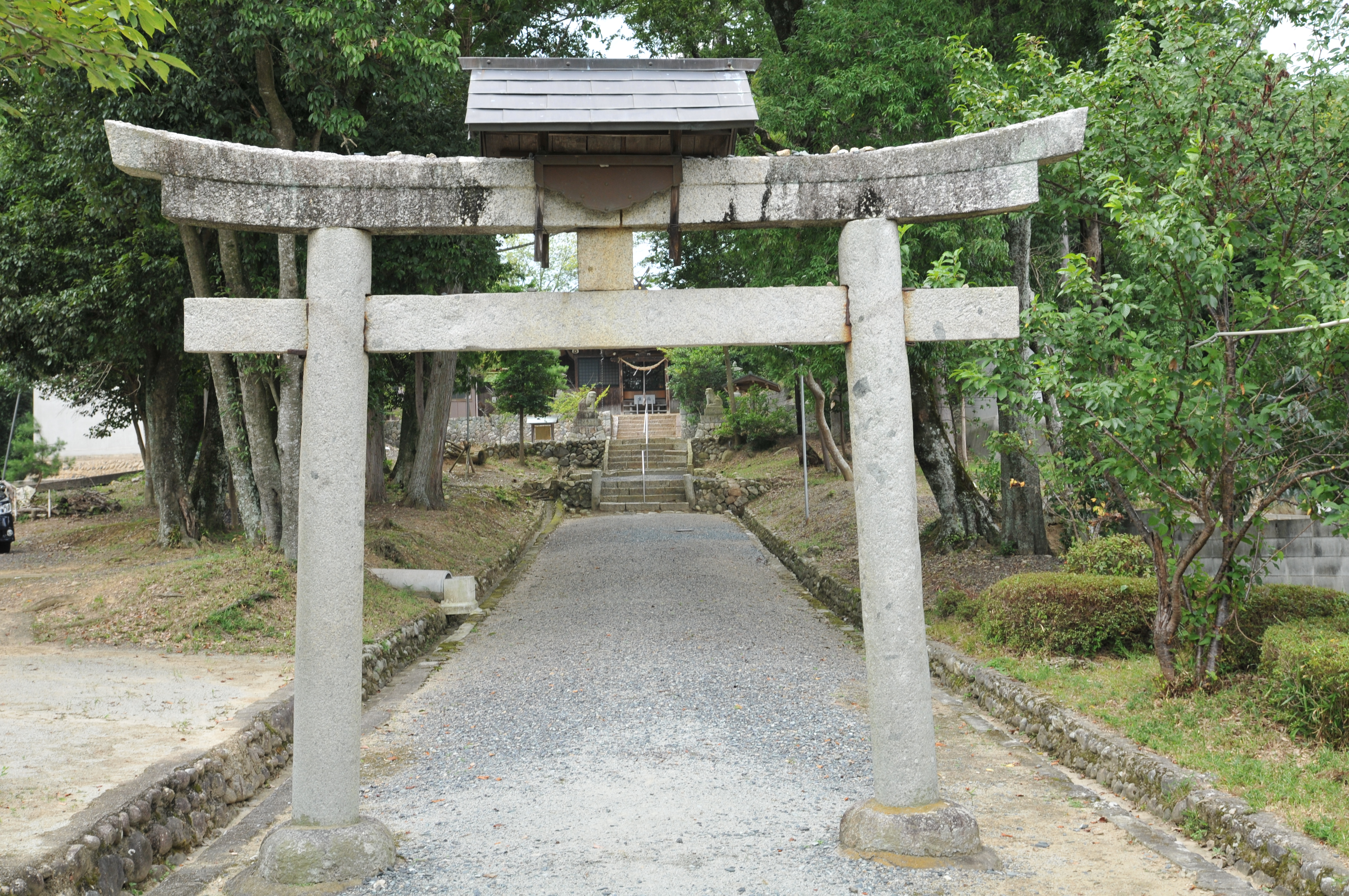
二の鳥居

## 祭事
- 春祭 （3月第3日曜日）
- 夏祭 （旧暦6月15日に近い日曜日）
- 秋祭 （10月20日に近い日曜日）

## 現地情報
所在地
- 岡山県津山市高野本郷1012

交通アクセス
- 最寄駅：JR因美線 高野駅 （徒歩約20分）